# Massa Trabaria
La Massa Trabaria fu un territorio situato nell'Appennino centrale di cui si hanno testimonianze storiche dal XIII al XV secolo. La Massa Trabaria era ricompresa tra le odierne regioni della Toscana e delle Marche. Il nome deriva dal fatto che da questa massa (insieme di fondi agricoli con una chiesa parrocchiale) si prelevavano ingenti quantità di tronchi per farne travi, spesso trasportate a Roma lungo il fiume Tevere.

## Geografia

### Geografia fisica
I limiti geografici della Massa Trabaria erano i seguenti: a sud la  Bocca Trabaria; ad ovest il Poggio dei Tre Vescovi; a nord il Sasso di Simone; ad est il punto in cui il torrente Mutino si getta nel Foglia.
Della Massa Trabaria non fece parte il monte Carpegna, appartenente al Montefeltro.

### Geografia politica
La Massa Trabaria comprendeva gli attuali comuni di:
- Borgo Pace (PU)
- Badia Tedalda (AR)
- Sestino (AR)
- Belforte all'Isauro (PU)

- Piandimeleto (PU)
- Frontino (PU)
- Lunano (PU)
- Sant'Angelo in Vado (PU)
- Mercatello sul Metauro (PU)

## Storia
Nell'Alto Medioevo la zona fu ricca di monasteri ed abbazie benedettine. Appartenente allo Stato Pontificio, non fu inserita nella Marca Anconitana, cui era contigua, ma rimase dominio diretto della Chiesa di Roma. La sua formazione risale all'inizio del XIII secolo, allorché pressanti esigenze di difesa e di riorganizzazione territoriale dovettero consigliare alla Santa Sede la costituzione di un baluardo, alla diretta dipendenza del potere centrale, in un punto nevralgico dello Stato della Chiesa.
La Massa Trabaria, che tutt'oggi ha mantenuto il nome medievale, è una zona molto boscosa. Fu proprio per assicurare il rifornimento regolare di legname senza l'intermediazione di terzi, che divenne direttamente dipendente da Roma (demanium speciale). Nei centri di Parchiule e Capotrave (nei pressi dell'attuale Valsavignone) venivano raccolti gli abeti destinati alle basiliche dell'Urbe. Caricati su ampie imbarcazioni, scendevano lungo il Tevere fino a giungere a Roma. La Massa Trabaria fu legata alla Sede Apostolica da un tributo particolare, il servitium trabium ("servizio delle travi"). La corresponsione del tributo era consuetudinaria (ut moris est) ed annuale (singulis annis). In virtù del singolare tributo che la caratterizzava, la Massa godette dell'esenzione permanente dai tributi ordinari. Dal punto di vista ecclesiastico, il territorio della Massa fu organizzato attorno a quattro pievanie: S. Pietro d'Ico (identificabile con l'odierna Mercatello), S. Angelo in Vado, Belforte all'Isauro (detta anche del Foglia) e Sestino.
Territorio di confine, la Massa Trabaria fu aspramente contesa dalle Signorie confinanti: si scontrarono in sanguinose battaglie per il suo possesso i Brancaleoni, i della Faggiola, i conti di Carpegna, i Montefeltro, i Tarlati, i Malatesta, i Della Rovere e i Medici. 

Col nuovo assetto dello Stato pontificio, determinato dalla vigorosa opera del cardinale Albornoz (metà XIV secolo), la Massa Trabaria perse il proprio status particolare e venne inglobata nella Marca Anconitana.

La Repubblica di Firenze acquistò nella prima metà del XV secolo Badia Tedalda e nel XVI secolo Sestino, mentre i Montefeltro annessero tutto il resto al Ducato di Urbino. La Massa Trabaria cessò così di esistere come entità autonoma.